# The Crucifixion of Al Brady
The Crucifixion of Al Brady è un cortometraggio muto del 1915 diretto da Henry Otto. Prodotto dalla American Film Manufacturing Company, il film aveva come interpreti Edward Coxen, Winifred Greenwood, George Field, Josephine Ditt.

## Trama
Due contadini che abitano vicini litigano. Uno dei due, Lee, caccia via da casa Al, un bravo ragazzo non troppo sveglio che corteggia sua figlia Stella. Ancora scosso per i rimproveri di Lee, Al si reca nel bosco a caccia. Spara e va a vedere dove dovrebbe essere caduta la sua preda, ma per terra trova Lee esanime. Convinto di averlo ucciso, non si accorge che dai cespugli esce Sam Jones, il vicino, con ancora una pistola fumante in mano. Al confessa a Stella di avere sparato accidentalmente a suo padre, mentre, nel frattempo, lo sceriffo arresta Sam Jones. Al, pensando di non poter addossare il proprio delitto su Jones, si costituisce. Lo sceriffo gli dice però che la sua arma è incompatibile con la ferita di Lee e che, inoltre, Jones ha confessato. Provato da quell'esperienza, Al decide di darsi da fare per fare qualcosa di utile al mondo.

## Produzione
Il film fu prodotto dall'American Film Manufacturing Company.

## Distribuzione
Distribuito dalla Mutual, il film - un cortometraggio in due bobine -  uscì nelle sale cinematografiche degli Stati Uniti il 20 gennaio 1915.